# Hilario Franco Franco
Hilario Franco Franco (Bustillo del Páramo, León, 1960-Villafranca de los Caballeros, Toledo, 30 de octubre de 2020), también conocido como Franco Bastelo, fue un escritor, traductor y editor español. Autor del Diccionario de palíndromas, en su obra destaca “Somos seres solos”, un soneto palíndromo. 

## Obras
- Garabatos. Grupo Editorial Margen (Ediciones del Teleno). Colección Cuadernos de Cultura.  León, 1981

- Solicitudes para una declaración de apatría. En colaboración con Eloísa Otero, Elena Soto y Carlos Suárez. Grupo Editorial Margen (Ediciones del Teleno). Colección Cuadernos de Cultura.  León 1983

- Diccionario de palíndromas. PonteAérea Compostela-Sacromonte, 1993

- Índice de índices

## Traducciones, prólogos y colaboraciones
- Traducción de Otra vuelta de tuerca, de Henry James,  en colaboración con Ana Isabel Conejo. Editorial Anaya Infantil y Juvenil,  2001

- Prólogo a  Testo Texto de Eduardo Scala. Amargord Ediciones, 2011

- Prólogo a  El juzgador de ajedrez de Eduardo Scala. Árdora Ediciones, 2014

- Prólogo a  Libro de la no acción.  Tratado de las dádivas, de Eduardo Scala. , 2. Amargord Ediciones, 2015

- Preludio  a 8 Escritos (1993-2016) sobre la poesía de Eduardo Scala, de Ignacio Gómez de Liaño. Turpin Editores, 2017

## Títulos publicados como editor
- Temblando de palidez, de Jacinto Santos, Grupo Editorial Margen (Ediciones del Teleno). Colección Cuadernos de Cultura,  (1982)

- Relatos incompletos o el hundimiento del Kizilirmak, de Juan Carlos Pajares Grupo Editorial Margen (Ediciones del Teleno). Colección Cuadernos de Cultura, 1985

- Diccionario de palíndromas. PonteAérea Compostela-Sacromonte, 1993

- Geografía, de Ignacio Fernández Herrero,  PonteAérea Compostela-Sacromonte, 1993

- La medida del trance, de Elena Soto,  PonteAérea Compostela-Sacromonte, 1993

- Cartas Celtas, de Eloísa Otero bajo el seudónimo de Georgina Arenas,  PonteAérea Compostela-Sacromonte, 1993

- Posturas pra copular en homenaxe, de Xosé Luís Méndez Ferrín, con traducción de Eloísa  Otero y Manuel Outeriño. PonteAérea Compostela-Sacromonte, 1993

- Prisión o llama, de Ana Isabel Conejo. PonteAérea Compostela-Sacromonte, 1994

- Tinta roja, de Pedro Núñez. PonteAérea Compostela-Sacromonte, 1994

- Vela de la luz, de Margalit Matitiahu, PonteAérea Compostela-Sacromonte, 1997